# Papież musiał zginąć. Wyjaśnienia Ali Agcy
Papież musiał zginąć. Wyjaśnienia Ali Agcy − książka historyczna autorstwa Andrzeja Grajewskiego i Michała Skwary wydana w 2011, będąca wynikiem badań dokumentów dotyczących procesu w sprawie zamachu na życie papieża Jana Pawła II prowadzonego od 2006 przez pion śledczy Instytutu Pamięci Narodowej Oddział w Katowicach.

## Geneza publikacji
Celem śledztwa wszczętego przez katowicki oddział IPN było: ustalenie okoliczności przygotowania do zamachu na Jana Pawła II, szczegółowe opisanie jego przebiegu oraz ujawnienie działań dezinformacyjnych prowadzonych przez służby specjalne bloku wschodniego w latach 80. XX wieku. Śledztwo prowadzi prokurator Michał Skwara. Zgromadzono łącznie około 20 000 dokumentów, pochodzących z archiwów włoskich, bułgarskich i niemieckich. Autorzy książki przedstawili wyjaśnienia Ali Ağcy, które złożył podczas włoskiego procesu sądowego w latach 1981–1985. Dokumenty procesowe nie były wcześniej nigdy opublikowane z odpowiednim aparatem naukowym. W książce znalazło się 38 ze 112 protokołów z przesłuchań Ağcy. Wybór dokumentów pozwala czytelnikowi na zorientowanie się, jak w czasie przesłuchań zamachowiec zmieniał swoje zeznania w trakcie trwania procesu przed trybunałem włoskim. Książka Grajewskiego i Skwary zwraca uwagę na wątki pomijane do tej pory przez interesujących się sprawą zamachu z 13 maja 1981, takie jak: wyprawa Ali Ağcy do Teheranu wiosną 1980 czy spotkanie z oficerem KGB majorem Władimirem Kuziczkinem. Według autorów wątek sowiecki jest o wiele ważniejszy niż tzw. bułgarski ślad w operacji zabicia papieża. Publikacja, będąca opracowaniem naukowym, podsumowała dotychczasową wiedzę na temat zamachu.